# Istituto di Studi Superiori di Firenze

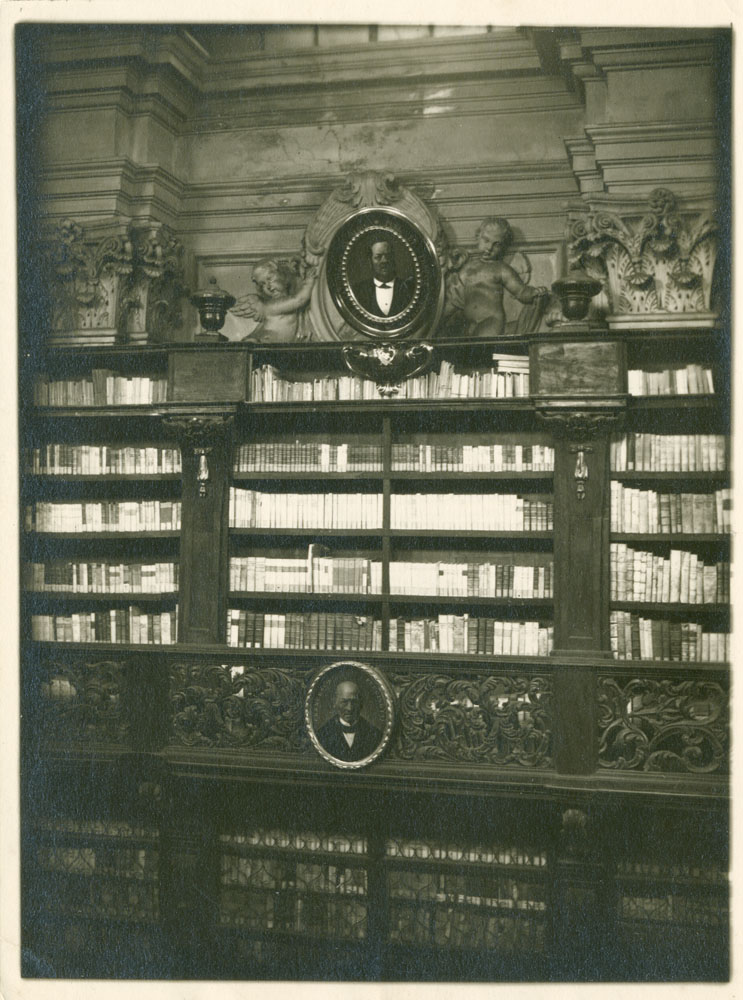
Biblioteca medica dell'Istituto di Studi Superiori di Firenze

L'Istituto di studi superiori pratici e di perfezionamento di Firenze è stato un istituto universitario, la cui istituzione nel 1859 precedette la rifondazione dell'Università degli studi di Firenze nel 1924.

## Storia
Fondato nel 1859, durante il governo provvisorio della Toscana guidato da Bettino Ricasoli, quando i Lorena avevano ormai lasciato l'ex granducato, l'Istituto di Studi Superiori di Firenze ereditava e proseguiva l'attività del Liceo di Scienze Fisiche e Naturali istituito nel 1807.
Le finalità dell'Istituto, come chiaramente indicava il nome, erano da un lato il perfezionamento per coloro che avevano terminato gli studi universitari, dall'altro la ricerca scientifica di base.
L'istituto si proponeva anche di favorire la collaborazione e gli scambi fra gli studi scientifici e quelli umanistici. Era composto da tre sezioni: medicina e chirurgia, scienze fisiche e naturali, filosofia e filologia. Inizialmente fu istituita anche una sezione di scienze giuridiche, che tuttavia ebbe breve durata.
Nel 1872 fu approvata dal Parlamento nazionale una convenzione che ne consentiva la riorganizzazione e l'ampliamento, in modo da assumere sempre più una fisionomia universitaria. Negli anni seguenti le sezioni vennero progressivamente configurandosi come vere e proprie facoltà.
Nel 1924, l'istituto fu definitivamente trasformato nell'Università degli Studi di Firenze.